# Klütz
Klütz är en stad i Landkreis Nordwestmecklenburg i förbundslandet Mecklenburg-Vorpommern i Tyskland.
Kommunen ingår i kommunalförbundet Amt Klützer Winkel tillsammans med kommunerna Boltenhagen, Damshagen, Hohenkirchen, Kalkhorst och Zierow.